# Joyce Lambert
Joyce Mildred Lambert (Herne Hill, Londres, 23 de junio de 1916 – Colney, Norfolk, 4 de mayo de 2005) fue una botánica y ecóloga inglesa. Fue de los especialistas que confirmaron por muestreos estratigráficos, la teoría de Clifford Smith que el Norfolk Broads era de origen humano, realizando extensas excavaciones en turberas; y, no a formaciones naturales como el geomorfólogo Joseph Newell Jennings recientemente había concluido erróneamente.
Colaboró con Jennings y Smith en un estudio más lejano del Broads; sus resultados se publicaron en 1960 The Making of the Broads: a reconsideration of their origin in the light of new evidence.

## Obra

### Publicaciones
- J.N. Jennings, J.M. Lambert (1951). Alluvial stratigraphy and vegetational succession in the region of the Bure valley broads. Journal of Ecology 39 (1): 116–148. doi 10.2307/2256630.

- J.M. Lambert, J.N. Jennings, C.T. Smith, Charles Green, J.N. Hutchinson (1960). The Making of the Broads: a reconsideration of their origin in the light of new evidence. London: Royal Geographical Soc. J. Murray.